# Смычка (Кривой Рог)
Смычка (укр. Зми́чка) — исторический район, жилой массив города Кривой Рог. Расположена на западной окраине города и на северо-западе Центрально-Городского района.

## История
Заложен в конце 1890-х годов как горняцкий посёлок. Название получил в честь смычки города и деревни в период коллективизации. 
Существовал базар, казармы и землянки. Наибольшее развитие произошло в 1920—1930-х годах.

## Характеристика
Жилой массив в западной части Центрально-Городского района Кривого Рога на правом берегу реки Саксагань. Граничит с Карнаваткой на востоке, историческим центром на юго-востоке и МОПРом на юге.
Состоит из 33 улиц, на которых проживает 3443 человека. Площадь 2 тысячи га.
На территории района расположен Криворожский турбинный завод, Криворожский авиационный колледж. Начинается автодорога Н-23.

## Интересные факты
- Смычка была изначальным местом нахождения городского аэропорта (до его переноса за черту города в 1979 г.).